# Малграт де Мар
Малграт де Мар (кат. Malgrat de Mar) насеље је у Шпанији, у округу Марезме у Каталонији.
Према статистичким подацима из 2010, у насељу је живело 18.439 становника. Простире се на површини од 8,8 км².